# Controle de trens baseado em comunicação
Um sistema CBTC (por sua sigla do inglês Communications-Based Train Control), em português sistema de Controle de Trens Baseado em Comunicação, é um sistema de controle e sinalização ferroviária que faz uso de comunicações bidirecionais entre o equipamento do trem e o equipamento na via, com o objetivo de gerenciar o tráfego. Desta forma, a posição exata de um trem numa linha é conhecida com maior precisão que nos sistemas de controle tradicionais e, com isso, dita gestão do tráfego ferroviário se leva a cabo de uma forma mais eficiente e segura.
Formalmente, poderíamos definir um sistema CBTC como um "sistema de controle automático e contínuo do trem, que utiliza determinação em alta resolução da localização de um comboio independente de circuitos de via; que está baseado na comunicação contínua e de alta capacidade de dados entre o trem e a via; e com processadores tanto no trem como na via capazes de implementar funcionalidades de proteção (Automatic Train Protection, ATP), e opcionalmente funcionalidades de controle (Automatic Train Operation, ATO) e supervisão (Automatic Train Supervision, ATS)", tal e como se especifica no regular IEEE 1474. Ao conjunto de ATP, ATO e ATS chama-se comumente ATC (Automatic Train Control).

## Origem
Com a chegada das comunicações digitais por rádio no início da década de 1990, o mundo da sinalização ferroviária a ambos os lados do atlântico começou a experimentar empregando o rádio como uma forma viável de comunicação entre o trem e o equipamento de via. Isto se devia principalmente a seu maior largo de banda e a seu potencial eficiência em custos, mais reduzidos que o da solução existente naquele momento mediante laços indutivos. Desta maneira começou a evolução para os agora conhecidos como sistemas CBTC via rádio.

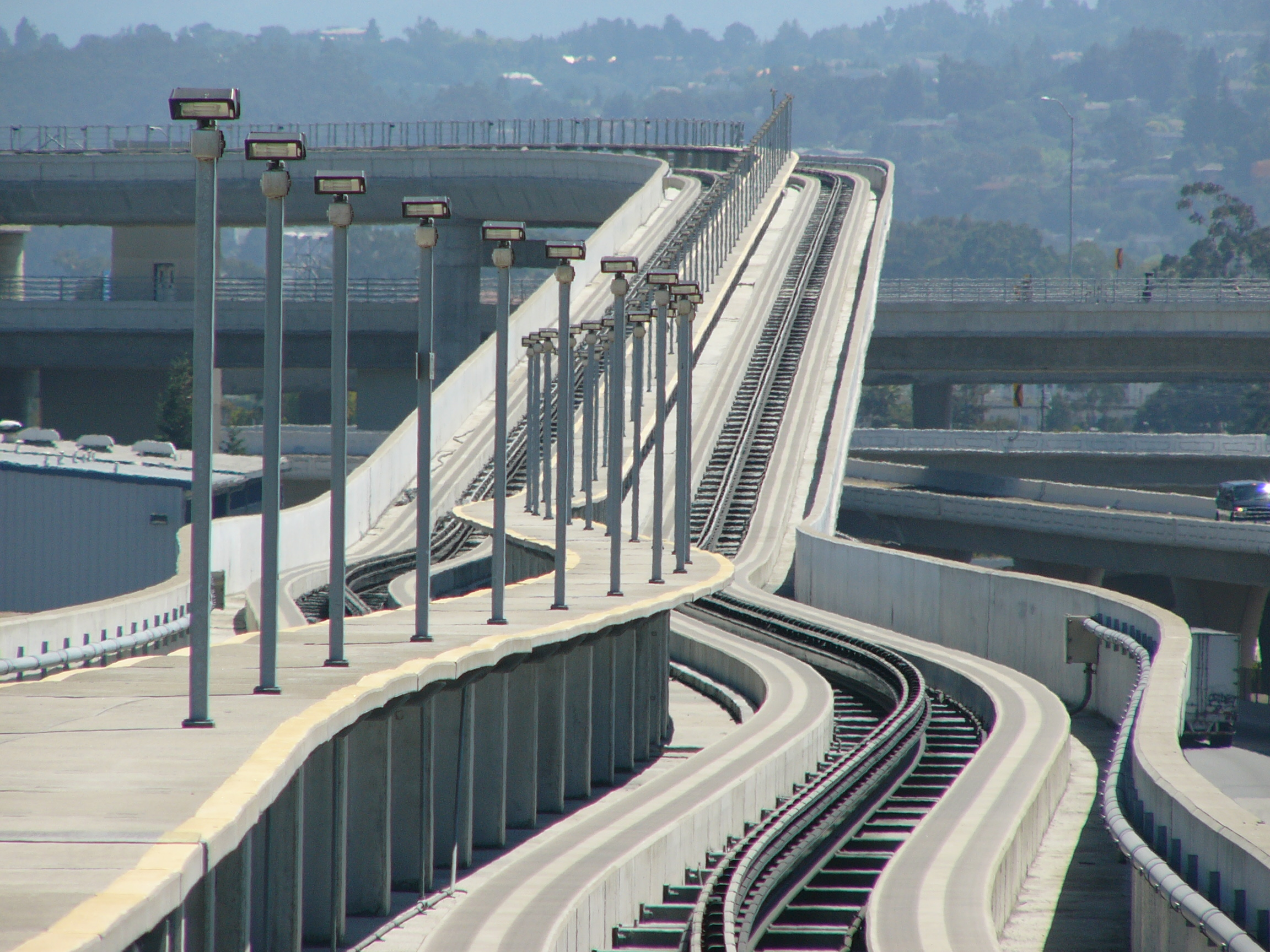
Infra-estrutura do SFO AirTrain, equipada com um sistema CBTC no aeroporto de San Francisco

Como resultado, a Bombardier inaugurou no início de 2003 o primeiro sistema CBTC baseado em rádio do mundo no Automated People Mover (APM) do Aeroporto Internacional de São Francisco. Meses mais tarde, em meados do mesmo ano, foi a Alstom quem introduziu seu primeiro sistema CBTC baseado em comunicação via rádio na Linha North East MRT de Singapura.
Os sistemas CBTC modernos baseados em rádio têm seu mais próximo antepassado nos sistemas baseados em transmissão e desenvolvidos por Alcatel SEL (hoje Thales) para os Bombardier Advanced Rapid Transit da Bombardier no Canadá em meados da década de 1980. Este tipo de tecnologia, também conhecido como TBTC (Transmission-Based Train Control), fazia uso de determinadas técnicas de transmissão de dados por laços indutivos, operando na faixa de frequências de 30 a 60 kHz, para estabelecer a comunicação entre os trens e o equipamento de via. Esta tecnologia convenceu a muitos operadores de Metrô e foi, por aquela época, amplamente estendida apesar de alguns problemas de compatibilidade eletromagnética e do alto custo de instalação e manutenção dos laços de transmissão.
Por simplicidade, e tendo em conta as últimas tendências e os requisitos que na atualidade pedem os operadores de metrô aos sistemas CBTC, aqui unicamente se tratam sistemas CBTC com comunicação via rádio e baseados no princípio de bloco móvel (seja este bloco móvel puro ou bloco virtual). Da mesma forma nem todos os sistemas baseados em comunicação via rádio podem ser considerados como sistemas CBTC (principalmente por sua dependência de métodos tradicionais de detecção do trem), e assim se teve em conta também neste artigo.
No entanto também é certo que, em seus começos, o sistema de comunicação via rádio implicou também alguns problemas devido sobretudo a aspectos relacionados com a compatibilidade e interoperabilidade, tal e como mostram antigas notícias daquela época. A confiabilidade desta tecnologia de comunicação é chave à hora de pôr em marcha um sistema CBTC, e a tecnologia em seu aplicativo ferroviário tem demorado em amadurecer criando vários inconvenientes durante a implantação e também inclusive durante a operação comercial em alguns meios. Aliás, ainda se contínua avançado e a confiabilidade nos sistemas de comunicação via rádio tem melhorado consideravelmente desde então, simultaneamente que os custos se seguem otimizando.

## Principais provedores
Atualmente, os principais provedores mundiais de sistemas CBTC baseados em rádio e princípio de bloco móvel são, por ordem alfabética:
- Alstom
- Ansaldo STS
- Bombardier
- Invensys Rail (adquirida pela Siemens em 2013)[4]
- Siemens
- Thales